# Marinette (prénom)
Pour les articles homonymes, voir Marinette.
Marinette est un prénom francophone, d'origine française.

## Origines
L'origine du prénom n'est pas connue avec précision.
Elle pourrait avoir pour origine Marie (Marinette = petite Marie) ; leur étymologie d'origine hébraïque est « Celle qui élève », ou encore de l'hébreu mar (la goutte d'eau) et yam (la mer), ou encore de l'hébreu Myriam, « celle qui est aimée ».
Elle pourrait aussi avoir pour origine le latin marinus (« marin », de la mer).
Au début du XXIe siècle, Marinette est le diminutif de Marie mais aussi celui de Marine ; il peut aussi être un prénom à part entière, donné notamment au Québec.

## Prévalence du prénom
La prévalence du prénom Marie est importante en France durant toute la première moitié du XXe siècle ; mais il est de moins en moins donné à partir de 1947 et des années suivantes .
La prévalence du prénom Marinette est la plus importante en France de 1927 à 1957 . On peut constater que ce prénom est donné à une période où la série des Contes du chat perché met en scène deux héroïnes féminines, Delphine et Marinette, de 1934 à 1946.
Le prénom Marine n'est donné de manière courante aux bébés français que depuis 1986 ; il est inexistant avant 1957. Marinette ne provient donc pas de Marine .

## QuelquesMarinetteconnues
- Marinette Pichon, footballeuse française
- Marinette Cueco, plasticienne française
- Marinette Aristow-Journoud, éducatrice française
- Marinette, une chanson humoristique de Georges Brassens, chantée dans l'album Je me suis fait tout petit (1956)
- Marinette, personnage fictif des Contes du chat perché de Marcel Aymé
- Marinette Dupain-Cheng, personnage fictif de la série Miraculous, les aventures de Ladybug et Chat Noir

## Sources
- Sur le site Signification-Prénom